# Gunilla Kreiss
Ingrid Gunilla Kreiss, född 8 december 1958, är en svensk matematiker, och professor i numerisk analys vid Institutionen för informationsteknologi vid Uppsala universitet. 1 september 2017 blev Kreiss ny chefredaktör vid tidskriften BIT Numerical Mathematics, tillsammans med Lars Eldén. I sin forskning använder sig Kreiss av numeriska simuleringar för att modellera verkliga förhållanden.
Kreiss studerade till civilingenjör vid Kungliga Tekniska högskolan. Under studierna kom hon att uppskatta numerisk analys, och gick över till en mer matematisk bana. Hon forskar bland annat på fysikaliska fenomen med hjälp av partiella differentialekvationer, projekt där hon samarbetar med fysiker vid Uppsala universitet.